# Орай (город)
Орай (англ. Orai, хинди उरई) — город в южной части штата Уттар-Прадеш, Индия. Административный центр округа Джалаун.

## География
Абсолютная высота — 130 метров над уровнем моря. Расположен в исторической области Бунделкханд, между городами Джханси и Канпур.

## Население
По данным на 2013 год численность населения составляет 196 585 человек.
Динамика численности населения города по годам:
| 1991   | 2001    | 2013    |
| ------ | ------- | ------- |
| 98 716 | 139 318 | 196 585 |

## Транспорт
Через Орай проходит национальное шоссе № 25.